# Línea 13 (AUVASA)
La línea 13 de AUVASA une el centro de Valladolid con el barrio de Las Delicias, La Cistérniga y el polígono industrial de La Mora. Tiene servicio en días laborables.

## Historia
La línea 13 unía cada hora La Cistérniga con Valladolid hasta el año 2008, cuando se redujo sustancialmente su servicio y posteriormente pasó a denominarse 13X. La línea recuperó su denominación original con motivo de una reestructuración de los recorridos iniciada el 2 de enero de 2018.

## Frecuencias
La línea 13 es una línea A Horario por lo que se indican todos los horarios de salida:
| DÍA                | LUGAR DE SALIDA | HORARIOS DE SALIDA | HORARIOS DE SALIDA | HORARIOS DE SALIDA | HORARIOS DE SALIDA | HORARIOS DE SALIDA | HORARIOS DE SALIDA |
| ------------------ | --------------- | ------------------ | ------------------ | ------------------ | ------------------ | ------------------ | ------------------ |
| Laborables         | PLAZA ESPAÑA    | 7:20+              | 8:30               | 13:30              | 14:20+             | 15:30              | 21:30*             |
| Laborables         | LA CISTÉRNIGA   | 7:25               | 8:30               | 9:00               | 9:30               | 14:00              | -                  |
| Laborables         | POL. LA MORA    | 15:07              | 22:07*             | -                  | -                  | -                  | -                  |
| Sábados y festivos | SIN SERVICIO    | -                  | -                  | -                  | -                  | -                  | -                  |

- Los servicios desde Plaza España con salida a las 7:20+, 14:20+ y 21:30 continúan hasta La Mora, tras pasar por La Cistérniga. Todos los servicios desde La Mora pasan por La Cistérniga hacia Valladolid.
- El servicio al Polígono La Mora con salida a las 21:30* desde Plaza España y 22:07* desde La Mora es realizado como una prolongación de la línea 19, no como línea 13.
- Todos los recorridos se suprimen durante el mes de agosto.

## Paradas
Nota: Al pinchar sobre los enlaces de las distintas paradas se muestra cuanto tiempo queda para que pase el autobús por esa parada.
| Hacia La Cistérniga/Polígono La Mora               | Correspondencia con líneas: |
| -------------------------------------------------- | --------------------------- |
| Pza. España 12 igl. capuchinos                     | 7 18 19 26                  |
| C/ Panaderos 42 esq. Pza Caño Argales              | 6 9 14                      |
| Avda. Segovia fte. 57                              | 6 9 14 C2 F2                |
| C/ Embajadores 4 esq. Pº Farnesio                  | 6 14 C2 F2                  |
| Avda. Segovia fte. igl. del Carmen                 | 6 14 C2 F2                  |
| Avda. Segovia 88 esq. Hornija                      | 14                          |
| Ctra. Segovia fte. Col. Hijas de Jesús             | 4 14 19                     |
| C/ Topacio esq. Aluminio                           | 14                          |
| C/ Cobalto 69 esq. Topacio                         | 14 17                       |
| C/ Cobalto 49 esq. Galena                          | 14 17                       |
| C/ Cobalto 21 esq. Pirita                          | 17                          |
| C/ Pirita fte. 10 esq. Aluminio                    | 9 17 19                     |
| C/ Aluminio 7 esq. Turquesa                        | -                           |
| Avda. Soria fte. 32                                | 18 19 F2                    |
| C/ San Cristóbal 15 esq. Avda. Soria               | 18 19 F2                    |
| Pza. Mayor 29                                      | 18 19 F2                    |
| Avda. Soria esq. Diego Velázquez                   | 18 19                       |
| ** Avda. Julián Merino Lápice Piscinas Municipales | 18 19 F2                    |
| * Avda. Los Álamos fte. hotel                      | 19                          |
| *Plz. Del Olivo                                    | 19                          |
| Hacia Plaza España                                 |                             |
| * Avda. Los Álamos fte. hotel                      | 19                          |
| * Pza. Olivo                                       | 19                          |
| * Pº Acacia esq. Olmo                              | 19                          |
| Avda. Julián Merino Lápice Piscinas Municipales    | 18 19 F2                    |
| C/ Castillejo fte. 4-6                             | 18 19                       |
| Pza. Mayor fte. 29                                 | 18 19 F2                    |
| C/ Lucio Zumel esq. Avda. Soria                    | 18 19 F2                    |
| Avda. Soria 32                                     | 18 19 F2                    |
| C/ Aluminio fte. 5                                 | -                           |
| C/ Pirita 10                                       | 9 17 19                     |
| C/ Cobalto 28 esq. Pirita                          | 17                          |
| C/ Cobalto 42 esq. Galena                          | 14 17                       |
| C/ Cobalto fte. 69 esq. Topacio                    | 14 17                       |
| C/ Topacio 5                                       | 14                          |
| Ctra. Segovia Col. Hijas de Jesús                  | 4 14 19                     |
| Avda. Segovia 161 fte. Hornija                     | 14                          |
| Avda. Segovia igl. del Carmen                      | 6 9 14 C1 F2                |
| Avda. Segovia 99 esq. Olmedo                       | 6 9 14 C1 F2                |
| Avda. Segovia esq. Trabajo                         | 6 9 14                      |
| C/ Labradores 45 esq. Niña Guapa                   | 6 9 14                      |
| Pza. Caño Argales                                  | 3 6 9 14 18 19 F3           |
| Pza. España 12 igl. capuchinos                     | 7 18 19 26                  |

- Las paradas marcadas con asterisco (*) pertenecen solo a la prolongación del Polígono La Mora.
- La parada de Avda. Julián Merino Lápice Piscinas Municipales no tiene servicio en las expediciones hacia el Polígono La Mora.